# Publio Dasumio Rústico
Publio Dasumio Rústico (en latín: Publius Dasumius Rusticus) fue un senador romano activo durante la primera mitad del siglo II y elegido cónsul ordinario en el 119 con Adriano.

## Biografía
De familia originaria de la provincia romana de la Bética, fue hijo natural de Publio Tulio Varrón, cónsul sufecto en época de Trajano y hermano de otro Publio Tulio Varrón, que fue cónsul sufecto en 127. Fue adoptado por un tal Lucius Dasumius, quizás el cónsul del 93, Lucio Dasumio Adriano. Probablemente, Lucio Dasumio Tulio Tusco (Lucius Dasumius Tullius Tuscus), cónsul sufecto en 152, fuese su nieto.
Publio Dasumio Rústico apenas es conocido por inscripciones de su consulado y plantea un misterio para los historiadores de la época.  Que fuera cónsul junto al emperador es considerado un honor muy prestigioso pero se desconoce el por qué recibió este honor. Puede ser que fuera amigo de la infancia o socio de Adriano. Ronald Syme señala que en la Bética, la provincia natal de Adriano, solo se conocen seis personas con el gentilicio 'Dasumio' sin que haya ninguna otra en las otras provincias de Hispania.
Durante algún tiempo, se pensó que fuese el testador del Testamentum Dasumii del año 108, conservado en fragmentos de una gran placa de mármol. Esta antigua identificación fue propuesta por primera vez por Bartolomeo Borghesi, suponiendo que una heredera en el testamento llamada 'Dasumia' era su hija y por tanto su gentilicio era Dasumius. Esta teoría fue ampliamente aceptada, forzando a los expertos a asumir que el testador era Lucio Dasumio Adriano (Lucius Dasumius Hadrianus), procónsul de la provincia de Asia (106/107), y posteriormente Dasumio Rústico, hasta que se identificó una nueva pieza de la inscripción que invalidó el argumento de Borghesi.